# Cesó Fabi Vibulà
Cesó Fabi Vibulà (en llatí Kaeso Fabius K. F. Vibulanus) va ser un magistrat romà que va viure al segle v aC. Era germà de Quint Fabi Vibulà, cònsol l'any 485 aC.

## Primer consolat
Va ser questor parricidi l'any 485 aC i amb el seu col·lega Luci Valeri Potit va acusar Espuri Cassi Viscel·lí d'aspirar al poder reial, que finalment va ser condemnat a mort. Aquest fet, sumat a que el seu germà, el cònsol Quint Fabi no va repartir el botí de guerra entre els soldats, va provocar l'odi dels plebeus contra els Vibulà. Tot i així els patricis van aconseguir fer elegir Cesó com a cònsol pel 484 aC junt amb Luci Emili Mamerc.
Cesó va tenir part activa amb el seu col·lega, en l'oposició a una llei agrària que els tribuns del poble volien aprovar. Dionís d'Halicarnàs diu que va anar en ajut del seu col·lega quan aquest va ser derrotat pels volscs, però Titus Livi no en diu res i presenta a Mamerc com a vencedors dels volscs.
Niebuhr suposa que en aquesta elecció es va canviar el sistema i que els cònsols van ser per primera vegada elegits pels comicis curiats en lloc dels comicis centuriats (segons ell, els centuriats es limitaren en endavant a ratificar l'elecció), potser seguit d'un compromís trobat tres anys després pel que cadascun dels comicis elegia un cònsol i així es va seguir fins al decemvirat. Aquesta opinió no és compartida per altres erudits.

## Cònsol per segona vegada
L'any 481 aC Cesó va ser elegit cònsol per segona vegada amb Espuri Furi Fus. Al començament es va oposar als intents del tribú Espuri Icili (o Licini, segons l'anomena Titus Livi) que volia fer aprovar una llei agrària impedint mentrestant que els cònsols aixequessin tropes contra Veïs i els eques, que havien pres les armes i feien incursions contra Roma. Icili va trobar l'oposició d'algun dels seus col·legues, les tropes van poder ser aixecades i Cesó va poder atacar els veients i eques, als que va derrotar només amb la cavalleria, però quan la infanteria havia de perseguir als derrotats, es van amotinar a causa de la seva oposició a la llei agrària i van abandonar el campament, amb gran sorpresa dels seus enemics.
L'any següent, el 480 aC va lluitar altre cop contra Veïs servint sota el seu germà Marc Fabi Vibulà I, que era llavors cònsol amb Gneu Manli Cincinnat. Els soldats encara no estaven ben disposats a obeir un Fabi, però els perills de la situació i les burles de l'enemic per la deserció de l'any anterior, van canviar les coses i van demanar que els portessin a la guerra. Aquell dia els Fabii van ser un exemple. Quint Fabi Vibulà va morir en la lluita i Cesó i Marc es van situar davant de les tropes, es van destacar per la seva valentia i van posar en fuita a l'enemic. L'excepcional comportament dels Fabii en aquesta batalla els va guanyar el favor de l'exèrcit i encara més quan van dedicar molta atenció als ferits, que van enviar a les cases dels patricis i a la seva pròpia. A partir de llavors els Fabii patricis van abraçar la causa dels plebeus i van decidir garantir els seus drets. Les verdaderes raons del canvi són per ara desconegudes degut a la poca informació que hi ha dels fets.

## Tercer consolat
L'any 479 aC Cesó va ser cònsol una tercera vegada amb Tit Virgini Tricost Rutil, i va mostrar que la seva aposta pels plebeus era sincera. Va demanar als patricis de compartir les terres conquerides amb els plebeus abans que algun tribú demanés una llei agrària. Però la majoria dels patricis no li van fer cas i li van dir a Cesó que les victòries l'havien embriagat i encara van considerar als Fabii com a traïdors a la seva classe. Va lluitar contra els eques amb ple suport dels plebeus, que volien mostrar la seva gratitud. Els eques es van retirar a les seves places fortes i el seu territori va ser devastat. Va tornar a temps de salvar l'exèrcit del seu col·lega que estava rodejat pels veies i en gran perill.
Després de la campanya va renovar les seves propostes de conciliació entre els patricis i els plebeus, però altre cop van ser rebutjades, i els Fabii van decidir abandonar Roma i fundar una nova ciutat a la riba del Cremera, un afluent del Tíber, no lluny de Roma. Segons la llegenda, Cesó va dirigir-se al senat i va dir que els Fabii farien la guerra contra Veïs ells sols (amb clients i esclaus) i al seu cost, oferta que va ser acceptada amb alegria, perquè els patricis es van veure lliures de l'obligació d'anar a combatre, amb risc per les seves vides.

## Sortida delsFabiide Roma i destrucció de la família
La sortida dels Fabii de la ciutat va ser cèlebre a la història de Roma: 306 Fabis patricis es van reunir al Quirinal a la casa de Cesó i van sortir cap a la porta Carmentalis dirigint-se a la riba del Cremera on van construir una fortalesa. Sens dubte els acompanyaven dones, fills, esclaus i clients i Dionís d'Halicarnàs diu que eren en total 4.000 persones. Sembla evident que els Fabii volien construir un assentament i convertir-lo en una ciutat poderosa en un territori fronterer amb els etruscs. Des de la fortalesa van fer incursions en territori de Veïs devastant-lo, i aquesta ciutat es va aliar a altres ciutats dels etruscs i van assetjar la fortalesa dels Fabis, que van rebre ajut d'un exèrcit romà sota el cònsol Luci Emili Mamerc que va derrotar els etruscs l'any 478 aC. Es va signar una treva per un any, però, en expirar, els etruscs van tornar a l'atac i els Fabis van ser finalment destruïts en el consolat de Gai Horaci Púlvil i Tit Meneni Agripes Lanat l'any 477 aC.
La destrucció dels Fabii s'explica de diferents maneres pels escriptors antics. Segons una tradició, rebutjada per Dionís d'Halicarnàs, els Fabii van sortir de la seva fortalesa en un dia concret per oferir un sacrifici al seu santuari del Quirinal a Roma i confiant en la santedat de la seva missió, van anar sense armes com si fos un moment de pau. Pel camí van ser atacats per un gran exèrcit emboscat i van morir per les sagetes de l'enemic, ja que encara que no anessin armats cap dels etruscs es va atrevir a acostar-se als herois. Segons una altra tradició, els Fabii, que havien obtingut victòries repetides en camp obert, van treure a pasturar el bestiar, protegit per una feble tropa, per les muntanyes properes. Allà van caure en una emboscada, i es van veure rodejats per molts milers d'etruscs. Tot i que es van dispersar quan els enemics els van atacar, els Fabii van oferir una resistència heroica i només van caure després d'una llarga lluita davant del nombre superior d'enemics. Aquesta és la versió que ofereix Dionís, i també Titus Livi, Ovidi i altres escriptors antics. La fortalesa de Cremera va ser presa immediatament després, i la totalitat dels seus habitants morts per l'espasa. Sembla que els Fabii podrien haver estat salvats, ja que el cònsol Meneni Agripes era a prop amb un exèrcit. L'any següent el cònsol va ser jutjat i condemnat com a culpable del desastre.
La data dels fets Ovidi la situa als Idus de febrer, però totes les altres autoritats afirmen que van ser destruïts el mateix dia en què els romans posteriorment van perdre la batalla de l'Àl·lia davant dels gals, és a dir, el dia quinzè abans de les calendes de Sextilis, que tradicionalment se situa el 18 de juny. Només es va salvar el fill de Marc Fabi Vibulà de nom Quint Fabi Vibulà II, que algunes fots diuen que s'havia quedat a Roma. Tots els Fabii posteriors serien descendents d'aquest Quint.